# Pietro Cascella
(Mario De Micheli)
Pietro Cascella (Pescara, 2 febbraio 1921 – Pietrasanta, 18 maggio 2008) è stato uno scultore e pittore italiano.

## Formazione
Pietro Cascella, scultore, pittore, ceramista, è erede artistico del nonno Basilio Cascella e del padre Tommaso Cascella (pittore ceramista 1890 - 1968) e dello zio Michele Cascella. Inizia da giovanissimo a interessarsi alla pittura seguendo gli insegnamenti del padre Tommaso. A 22 anni, nel 1943, prende parte alla IV edizione del Quadriennale di Roma e nel 1948 alla prima edizione della Biennale di Venezia post-bellica.
Trasferitosi a Roma nel 1938 inizia a seguire i corsi dell'Accademia delle Belle Arti e successivamente si impegna con il fratello Andrea (anche lui scultore e pittore) e altri amici, presso la fornace di Valle dell'Inferno, nella realizzazione di opere in ceramica di tutti i tagli. Frequenta l'Osteria Fratelli Menghi, noto punto di ritrovo per pittori, registi, sceneggiatori, scrittori e poeti tra gli anni '40 e '70.
Nel 1956 partecipa ancora alla Biennale Veneziana. Ed è più o meno nello stesso periodo che conosce l'artista Roberto Matta.
Nel 1958, con il fratello Andrea e l'architetto Lafuente, crea il progetto per il "monumento di Auschwitz" che Pietro Cascella realizzerà nel 1967. Sempre negli anni sessanta lavora a quadri-scultura le cui tematiche surreali si approfondiscono con l'amicizia di Roberto Matta. A metà anni sessanta conosce la scultrice svizzera di Basilea Cordelia von den Steinen, con cui successivamente convolerà a nozze. Nel 1966 allestisce una sala personale alla Biennale di Venezia. Nel 1970, a Milano, inizia a lavorare al "monumento a Mazzini". È il vero inizio di una lunga serie di opere monumentali.
Sempre più gran parte delle sue opere vedono l'utilizzo del marmo del travertino e della pietra. Le sue sculture sono solitamente composte da masse pietrificate levigate, aspre o corrose con accenni di base cubista ed elementi di purismo geometrico.

Dopo la morte di Andrea Cascella, fratello e collaboratore, Pietro Cascella scrisse: 
Pietro Cascella viveva con la moglie Cordelia von den Steinen, anch'essa scultrice, e con l'ultimo figlio Jacopo Cascella (pittore) nel castello della Verrucola, a Fivizzano, in provincia di Massa Carrara, da loro acquistato nel 1974. Fu insignito dell'Ordine della Minerva dall'Università degli Studi "Gabriele d'Annunzio". 
In occasione del decennale della sua morte, il progetto Fuga dal Museo è stato inaugurato a Pescara come museo diffuso dedicato all'arte scultorea di Cascella. Alcune sue opere sono conservate presso il Museo civico Basilio Cascella, altre nel citato maniero in Lunigiana, sede anche dell'associazione ‘Il Castello dell'Arte’, fondata per volere della famiglia Cascella - von den Steinen.

## Alcune opere

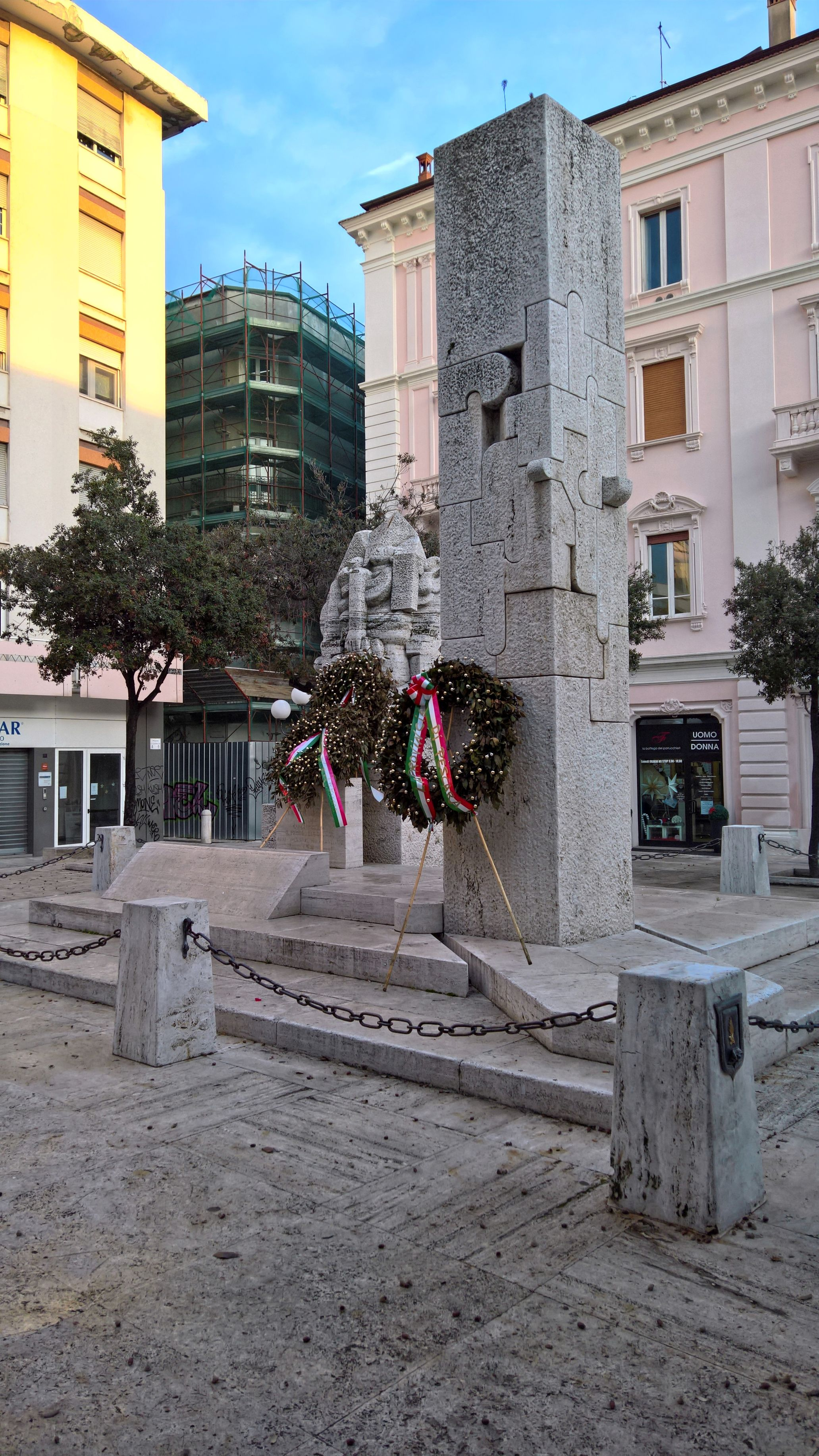
Il monumento ai caduti di Tutte le Guerre in piazza Garibaldi, Pescara

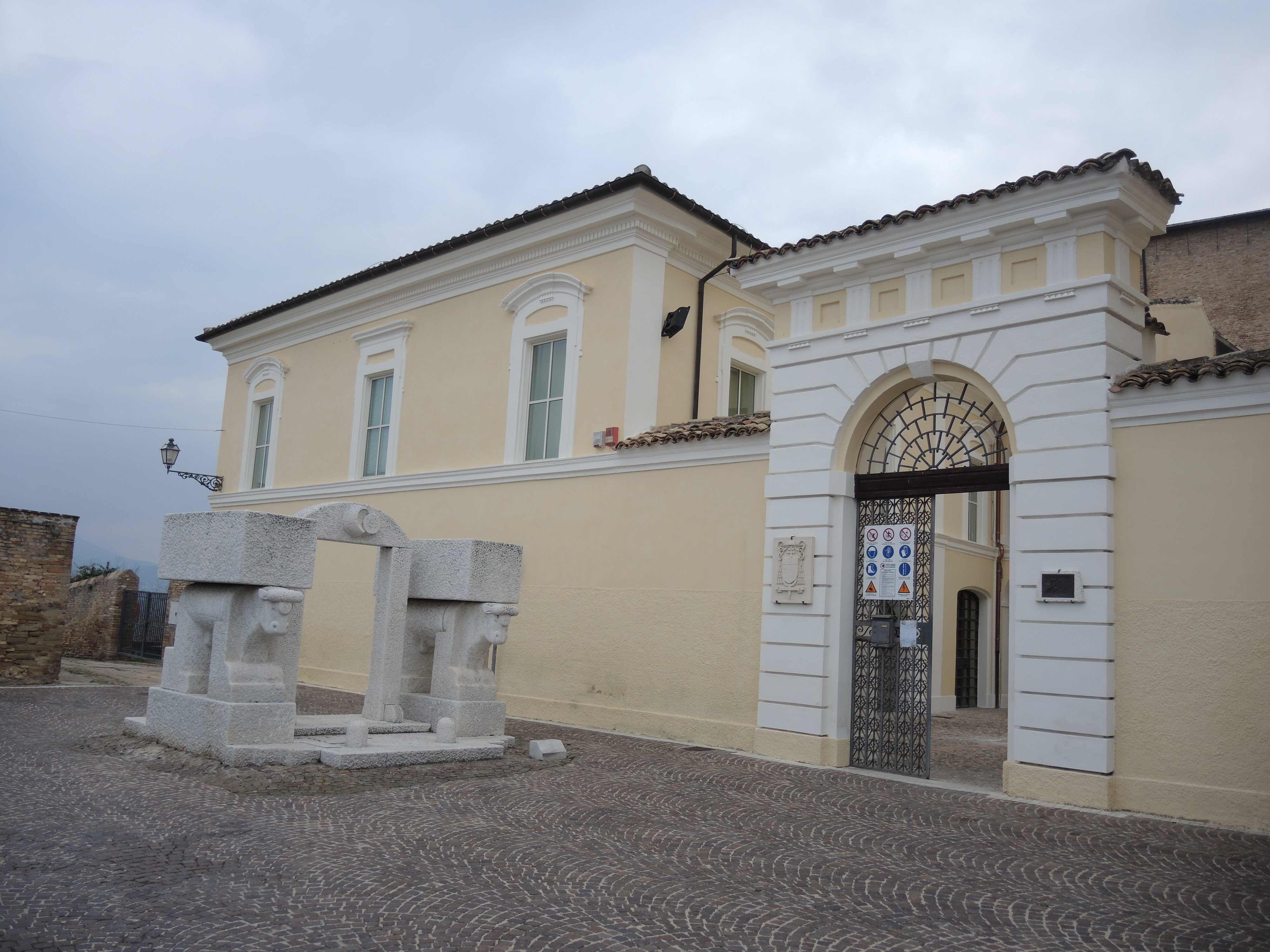
Ingresso al palazzo vescovile di Penne e la scultura di Pietro Cascella "Porta dei Vestini", 2001

- 1956 Tutti i decori liturgici nella chiesa di Nardodipace (V.V.)
- 1959 Gruppo di sculture umane e bassorilievo della Madonna col Bambino, chiesa parrocchiale di San Franco, Francavilla al Mare
- 1964 Muraglia marina – Genova, in zona Fiera
- 1967 Monumento ai martiri di Auschwitz – Campo di concentramento di Auschwitz
- 1968 ca. Monumento ai Patrioti Abruzzesi del Risorgimento - Pescara - piazza Unione
- 1971 Arco della Pace – Tel Aviv
- 1971 Omaggio all'Europa – Strasburgo
- 1974 Monumento a Mazzini – Milano
- 1979 Bella Ciao – Massa
- 1980 Monumento a tutti i giorni (omaggio a Vino e pane di Ignazio Silone) – Teatro San Francesco (Pescina)
- 1982 Cento anni di Lavoro – Parma (stabilimento barilla)
- 1983 Sole e Luna – Riad
- 1984 Monumento a Due Carabinieri caduti – Monteroni d'Arbia
- 1985 Tavola - Tuoro sul Trasimeno - Campo del Sole
- 1985 Piazza di Milano Due– Milano
- 1985 ca. Monumento ai caduti di tutte le guerre - Pescara - piazza Garibaldi
- 1987 Fontana la Nave – Pescara, largo Mediterraneo
- 1990 La Volta Celeste – Arcore, mausoleo funebre di Villa San Martino (residenza di Silvio Berlusconi)[4]
- 1991 Agorà – Università degli Studi "Gabriele d'Annunzio", Chieti
- 1990 Monumento della via Emilia – Parma
- 1995 La porta della Sapienza – Pisa
- Il monumento "L'incontro" a Isernia1998 L'incontro – Isernia

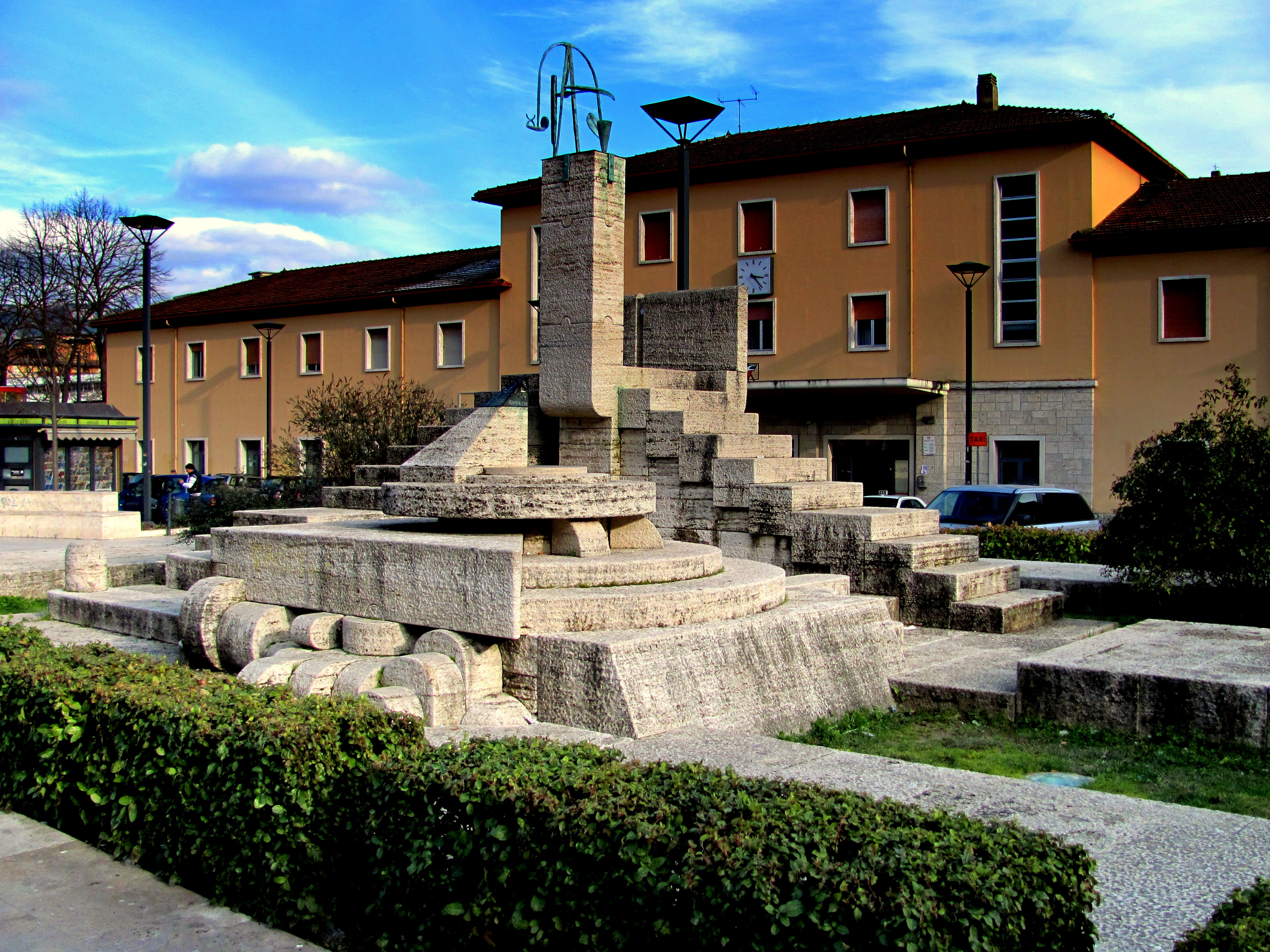
Il monumento "L'incontro" a Isernia

- 1998 L'ara del Sole – Ingurtosu (Sardegna)
- 1998 Teatro della Germinazione – Valico del monte Salviano (Avezzano)
- 1999 La fontana per la Baraclit – nel Casentino
- 2000 La fontana della città di Chiavari
- 2000 Porta della città con madre mediterranea – Nuoro
- 2000 Monumento ai Caduti di Marcinelle – Manoppello
- 2001 Toro – Pontedera
- 2001 Porta dei Vestini, Penne, piazza Duomo
- 2003 Le Macine – Collagna
- 2004 Fontana dedicata al Po – Guastalla
- 2011 Piazza dei Parchi di Rometta – Fivizzano

Foto di Paolo Monti
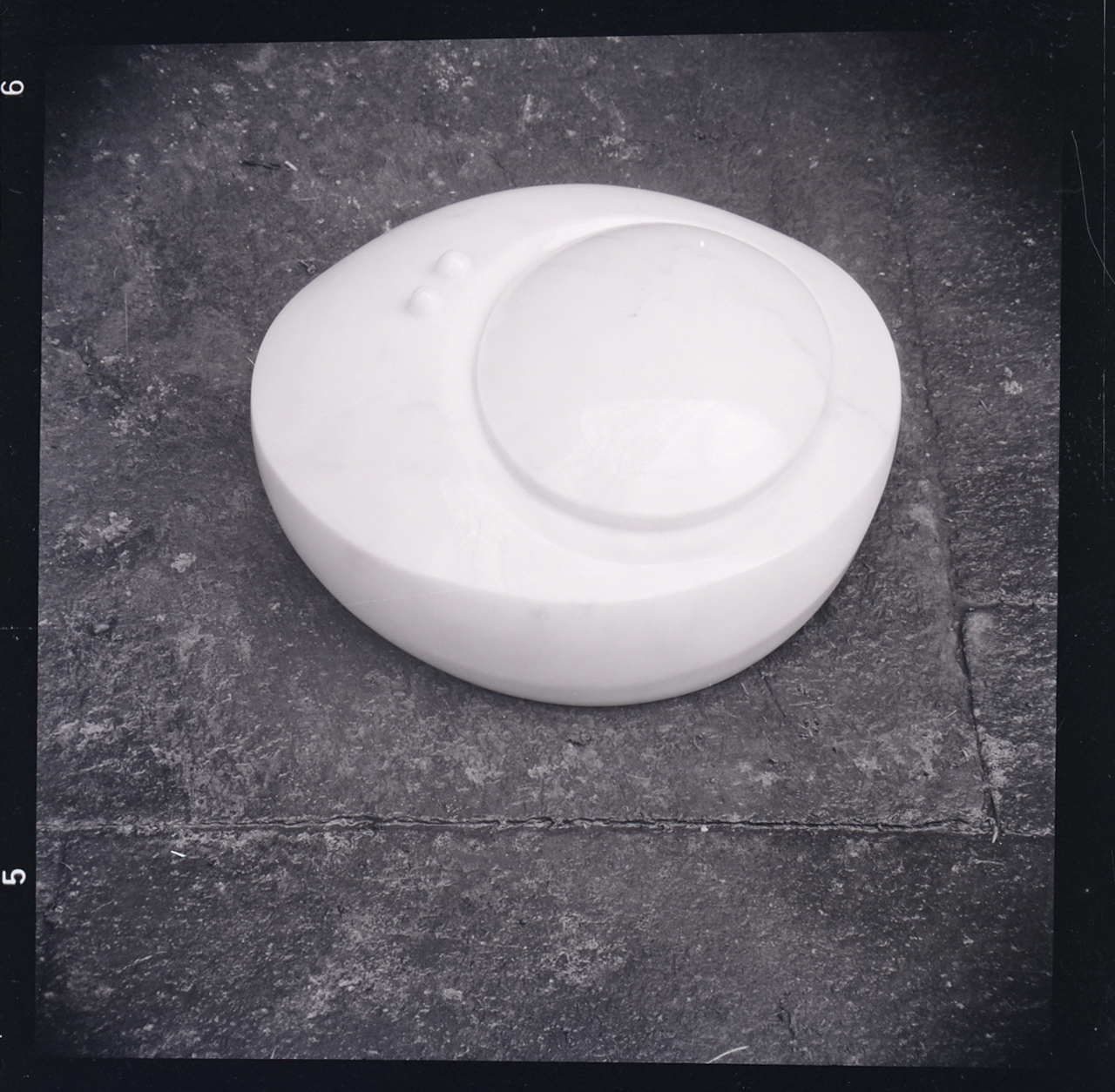
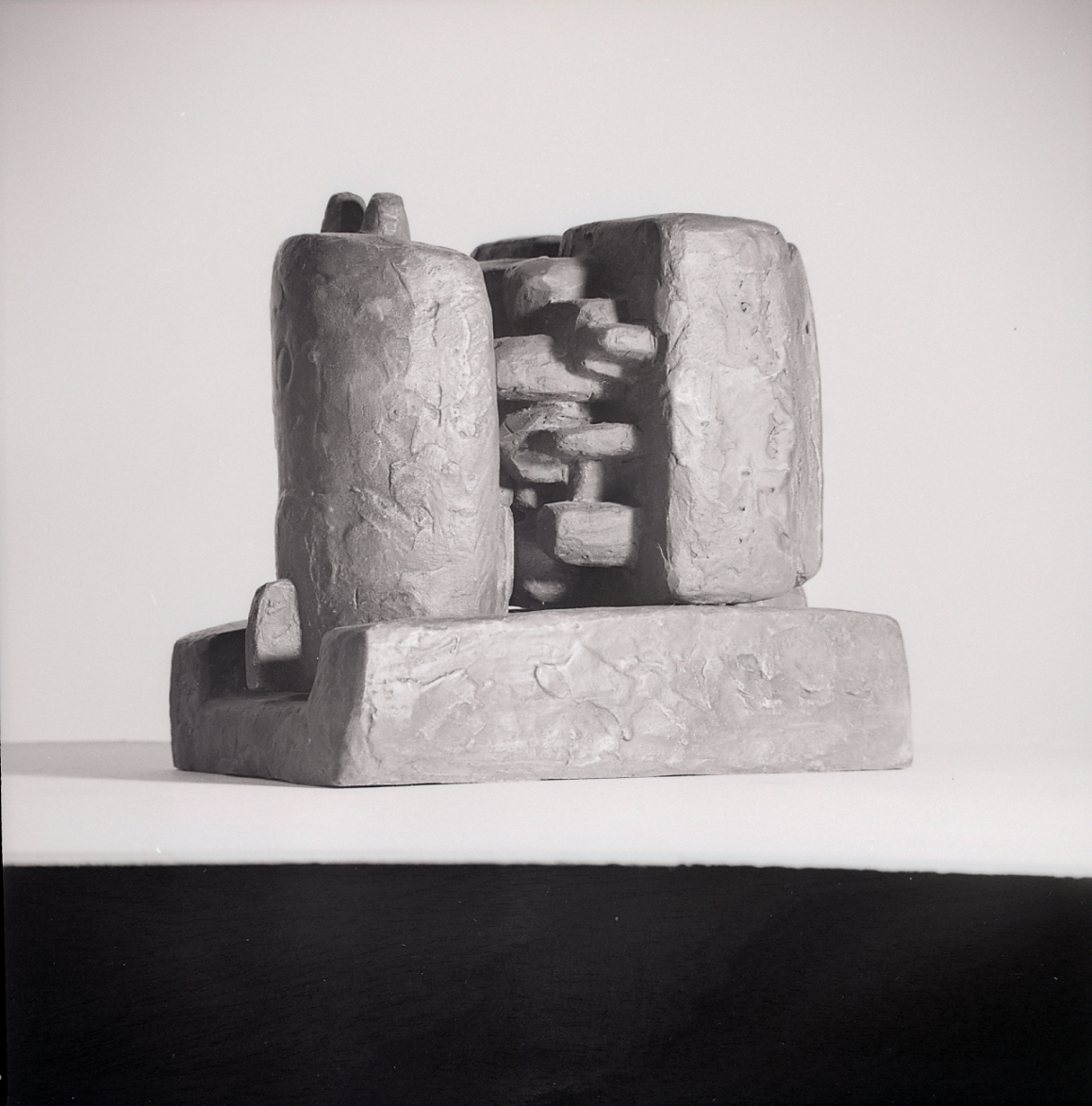
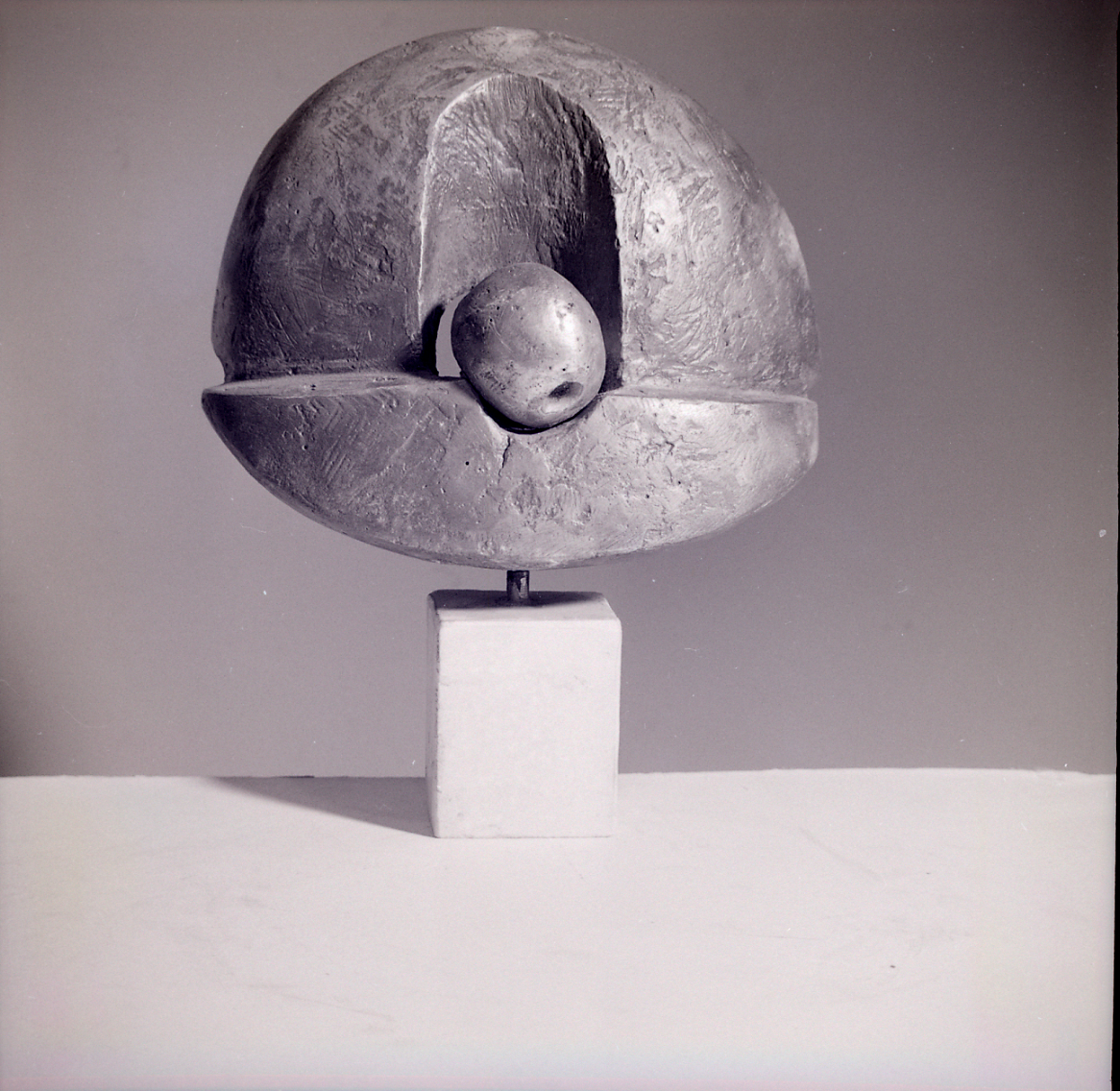

## Alcune mostre
- 1954 – mostra personale – Galleria del Naviglio – Milano
- 1962 – esposizione di ceramica – Galleria dell'Obelisco – Roma
- 1962 – mostra personale – Galleria del Milone – Milano
- 1965 – Galleria Bonino – New York
- 1966 – Sala personale – Biennale di Venezia
- 1968 – Galèrie du Dragon – Parigi
- 1968 – Musée d'Ixelles – Bruxelles
- 1971 – Musée d'Art Moderne de la Ville – Parigi
- 1972 – sala personale – Biennale di Venezia
- 1975 – Pietro Cascella preistoria oggi – Galleria Rizzardi -Milano
- 1979 – Galèrie Buchbolz – Monaco di Baviera
- 1984 – Magazzini del Sale – Siena
- 1998 – Palazzo Sanvitale – Parma
- 2009 – Omaggio a Pietro Cascella – Biennale di Venezia
- 2010 – Pietro Cascella al Planetario – Roma
- 2018 – Pietro Cascella sculture e foto di Barontini al Museo dei bozzetti – Pietrasanta